# Aubel FC
Aubel FC is een Belgische voetbalclub uit Aubel. De club is aangesloten bij de KBVB met stamnummer 2816 en heeft groen en wit als kleuren. De club speelde in haar geschiedenis bijna twee decennia in de nationale reeksen.

## Geschiedenis
Aubel FC werd opgericht in 1939 en sloot zich aan bij de Belgische Voetbalbond. De club bleef er verschillende decennia in de provinciale reeksen spelen.
In 1972 promoveerde Aubel FC voor het eerst naar de nationale bevorderingsreeksen of Vierde Klasse. De club wist er zich de eerste seizoen te handhaven in de middenmoot. In 1975 wist men nog de degradatie te ontlopen, maar een jaar later werd men uiteindelijk allerlaatste in zijn reeks. De club zakte zo in 1976 na vier seizoenen weer naar Eerste Provinciale. Een seizoen later, in 1977, promoveerde de club al opnieuw naar Vierde Klasse, maar een jaar later volgde weer de degradatie.
Na nog eens drie jaar provinciaal voetbal promoveerde Aubel in 1981 weer naar Vierde Klasse, waar men zich ditmaal wel kon handhaven. Men eindigde er de volgende seizoenen makkelijk in de middenmoot, tot de club halverwege de jaren 80 een goede periode kende. In 1986 eindigde men boven in de rangschikking met evenveel punten als Excelsior SC Virton. Virton had meer wedstrijden gewonnen en werd kampioen; Aubel strandde op een tweede plaats. Een seizoen later kende men uiteindelijk toch succes. Aubel FC won vlot zijn reeks en promoveerde zo in 1987 voor het eerst naar Derde Klasse.
De eerste twee seizoenen in Derde Klasse eindigde Aubel in de middenmoot. In 1990 eindigde men echter maar net boven de degradatieplaatsen en uiteindelijk strandde men in 1991 op een voorlaatste plaats. Na vier jaar in Derde Klasse degradeerde men zo weer naar Vierde. Aubel FC bleef daar nog een paar seizoenen spelen, tot men er in 1994 allerlaatste werd in zijn reeks. Na 13 jaar onafgebroken nationaal voetbal zakte de club terug naar de provinciale reeksen.
Aubel FC bleef de volgende jaren in de provinciale reeksen spelen. In het begin van de 21ste eeuw degradeerde men er zelfs verder naar Tweede Provinciale.

In het seizoen 203/24 eindigde Aubel derde in 1e Provinciale, en dwong in de eindronde de promotie af naar Derde afdeling.

## Resultaten
| 2016/17 |  |  |  |  |   | 12 |  |  |  | Eerste Prov. Luik     | 33 |                                                                 |
| 2017/18 |  |  |  |  |   | 12 |  |  |  | Eerste Prov. Luik     | 48 |                                                                 |
| 2018/19 |  |  |  |  |   | 8  |  |  |  | Eerste Prov. Luik     | 41 |                                                                 |
| 2019/20 |  |  |  |  |   | 12 |  |  |  | Eerste Prov. Luik     | 24 |                                                                 |
| 2020/21 |  |  |  |  |   | -  |  |  |  | Eerste Prov. Luik     | -  | Competitie na vier speeldagen stopgezet vanwege COVID-19-virus. |
| 2021/22 |  |  |  |  |   | 3  |  |  |  | Eerste Prov. Luik     | 54 |                                                                 |
| 2022/23 |  |  |  |  |   | 8  |  |  |  | Eerste Prov. Luik     | 44 |                                                                 |
| 2023/24 |  |  |  |  |   | 3  |  |  |  | Eerste Prov. Luik     | 54 | Promotie via eindronde                                          |
| 2024/25 |  |  |  |  | 7 |    |  |  |  | Derde Afdeling ACFF B | 43 |                                                                 |
| 2025/26 |  |  |  |  |   |    |  |  |  | Derde afdeling ACCF B |    |                                                                 |